# Filialkirche Möderndorf (Maria Saal)

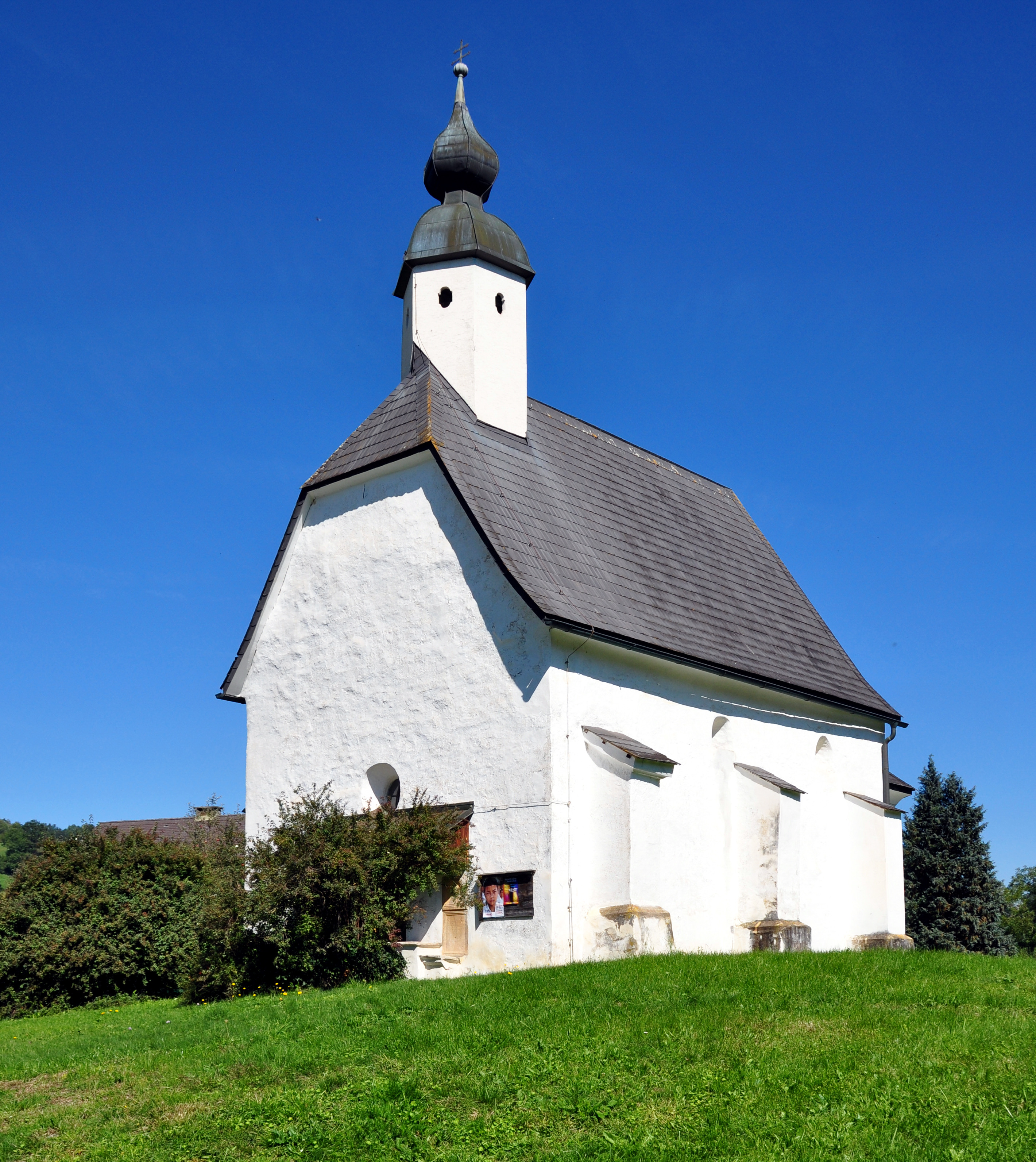
Filialkirche Möderndorf

Die Filialkirche Möderndorf in der Gemeinde Maria Saal ist den Heiligen Jakobus und Anna geweiht und gehört zur Pfarre Pörtschach am Berg.

## Baubeschreibung
Der kleine Bau aus dem 12. Jahrhundert, der wohl als Kapelle des benachbarten Schlosses diente, wurde Anfang des 16. Jahrhunderts erneuert. Die Mauern des Langhauses stammen aus der Romanik, die polygonale Apsis aus spätgotischer Zeit. An der Ostwand findet sich ein mit 1524 bezeichneter Wappenstein mit einer Keutschacherrübe. Der erneuerte, sechsseitige Dachreiter wird von einem Zwiebelhelm bekrönt. An der Westseite der Kirche ist eine römerzeitliche (um 200) Grabstele mit Portraitbüste und Grabepigramm der Erasina und ein Grabaltar mit Inschrift für den Eutyches, Finanzbeamter der Provinzverwaltung, errichtet von seiner Gattin Claudia Domna, seinen Kindern Faustina und Romulus sowie seinen Untergebenen, eingemauert.
Im Inneren des vierjochigen Langhauses spannt sich ein spätgotisches Spitztonnengewölbe mit Stichkappen und Netzgraten. An der Langhaussüdwand wurde romanisches Fischgrätmauerwerk freigelegt. Ein hoher romanischer Triumphbogen mit Resten von Kämpfersteinen verbindet das Langhaus und die kreuzgratgewölbte Apsis mit Fünfachtelschluss.

## Einrichtung
Der Hochaltar, um 1670, besteht aus einer schreinähnlichen Ädikula mit einem kleinen, predellenähnlichen Sockel und einem gesprengten Dreiecksgiebel als Aufsatz. Die gedrehten Säulenschäfte sind mit Weinranken, der Sockel und die Rahmung der seitlichen Bögen mit schwerem Knorpelwerk verziert. Am Altar steht die Schnitzfigur einer Pieta, in den seitlichen Arkaden die Figuren des Judas Thaddäus und des Evangelisten Johannes. Weiters befindet sich in der Kirche die Wappengrabplatte des Andre Jabornegg von 1654.
Ein Schalenstein, der vor der Kirche lang, ist nicht mehr auffindbar.